# Oftering
Oftering je obec v rakouské spolkové zemi Horní Rakousy, v okrese Linec-venkov.

## Obyvatelstvo
K 1. lednu 2021 zde žilo 2 134 obyvatel.

## Kultura a památky
- Farní kostel Oftering
- Mariánský sloup z roku 1710
- Hrad Freiling